# Sea Life Sunshine Coast
Sea Life Sunshine Coast, tidigare UnderWater World, är en anläggning i Sea Life Center-kedjan med akvarier och djur samt växter från havet. Den ligger i Mooloolaba, en stad i regionen Sunshine Coast, 100 km norr om Brisbane i Queensland, Australien.